# Cruis'n (Wii)
Cruis'n (radni naslov) je videoigra za Wii konzolu koja je izašla tijekom 2007. godine. Zadnja u dugom nizu Cruis'n arkadskih trkaćih igara iz Midwaya. Igra ima 12 staza i igrač koristi Wii Remote za igranje. Ta nova igra je ekskluzivno licensirana za Nintendo. Auti su nadogradivi raznim stvarima, uključujući nitro pogone.
Prve snimke igre su ispale vrlo loše kvalitete slične igrama 90-ih godina. Midway je odbio odgovoriti na komentare slika, službeno izjavljujući kako izgled nije ono na što će se fokusirati, već game play. Izvor slika je doveden u pitanje, iako se čini da su ipak iz Midwaya [nedostaje izvor].

## Vanjske poveznice
- ArenaWii članak o igri  Arhivirana inačica izvorne stranice od 27. rujna 2007. (Wayback Machine)